# 陳邦瑞 (成化進士)
陳邦瑞（1442年—？），字五端，福建興化府莆田縣人，軍籍，明朝政治人物。

## 生平
福建鄉試第八十四名舉人，成化十四年（1478年）中式戊戌科會試第十五名，二甲第一百八名進士。改翰林院庶吉士。

## 家族
曾祖陳孟岳；祖父陳從吉；父陳克嗣。母俞氏。具庆下。娶鄭氏。弟陳邦英、陳邦器、陳邦信。